# Kerana
Kerana é uma personagem de uma lenda indígena da cultura Tupi-guarani. Foi a filha de Marangatu. sendo filha de um dos primeiros humanos e também sendo muito bela e jovem. Despertou a atenção do espirito perverso Tau.

## A lenda
Kerana é paixão do espírito do mal, Tau, que a cortejava e até tomava outras formas para tentar ganhar seu coração, porém ela nunca ligou correspondeu a seu afeto e suas tentativas, até que um dia ele em um surto de frustração a raptou.[carece de fontes?]
Fugindo com Kerana para um lugar muito distante, Tau finalmente conseguiu desposar Kerana, porém foi amaldiçoado pela grande deusa Jaci, que fez quase todos os filhos de Tau nascerem como monstros terríveis, apenas um escapando da maldição. Seus filhos eramː Tejú Jaguá, M’boi Tui, Moñai, Jasy Jateré (o único com forma humana), Kurupí, Aó aó e Luison.